# The Kids Are Alright (banda sonora)
The Kids Are Alright es un álbum del grupo británico de rock The Who, publicado en 1979 como banda sonora de la película The Kids Are Alright.
Fue originalmente publicado como doble disco de vinilo en junio de 1979 por Polydor Records en el Reino Unido y por MCA Records en los Estados Unidos. La canción «My Wife» está extraída de un concierto del grupo filmado para el documental en el Gaumont State Cinema de Kilburn; sin embargo, el metraje no fue finalmente utilizado en la película. Posteriormente, el concierto fue restaurado para su lanzamiento en el DVD The Who At Kilburn: 1977 en 2008. La banda sonora obtuvo un buen resultado comercial en los Estados Unidos, donde alcanzó el puesto ocho de la lista Billboard 200, mientras que en el Reino Unido solo llegó al puesto 26.

## Lista de canciones
Todas las canciones escritas y compuestas por Pete Townshend excepto donde se anota. 
| N.º | Título                                                                              | Lugar/Fecha de grabación                             | Duración |  |
| 1.  | «My Generation»                                                                     | The Smothers Brothers Comedy Hour (15-09-1967)       | 4:32     |  |
| 2.  | «I Can't Explain»                                                                   | Twickenham Film Studios (03-08-1965)                 | 2:01     |  |
| 3.  | «Happy Jack»                                                                        | Universidad de Leeds (14-02-1970)                    | 2:13     |  |
| 4.  | «I Can See for Miles»                                                               | The Smothers Brothers Show (15-09-1967)              | 4:19     |  |
| 5.  | «Magic Bus»                                                                         | Beat-Club (12-10-1968)                               | 3:23     |  |
| 6.  | «Long Live Rock»                                                                    | Olympic Studios, Londres (05-06-1972)                | 3:58     |  |
| 7.  | «Anyway, Anyhow, Anywhere» (Pete Townshend, Roger Daltrey)                          | Ready Steady Go! (01-07-1965)                        | 2:50     |  |
| 8.  | «Young Man Blues» (Mose Allison)                                                    | Coliseum Theatre, Londres (14-12-1969)               | 5:46     |  |
| 9.  | «My Wife» (John Entwistle)                                                          | Gaumont State Theatre, Kilburn (15-12-1977)          | 6:07     |  |
| 10. | «Baba O'Riley»                                                                      | Shepperton Studios, Londres (25-05-1978)             | 5:29     |  |
| 11. | «A Quick One, While He's Away»                                                      | The Rolling Stones Rock and Roll Circus (11-12-1968) | 7:32     |  |
| 12. | «Tommy, Can You Hear Me?»                                                           | Beat-Club (27-12-1969)                               | 1:47     |  |
| 13. | «Sparks»                                                                            | Festival de Woodstock (17-08-1969)                   | 3:01     |  |
| 14. | «Pinball Wizard»                                                                    | Festival de Woodstock (17-08-1969)                   | 2:48     |  |
| 15. | «See Me, Feel Me»                                                                   | Festival de Woodstock (17-08-1969)                   | 5:27     |  |
| 16. | «Join Together/Road Runner/My Generation Blues (Medley)» (Pete Townshend, McDaniel) | Pontiac Silverdome, Pontiac, Míchigan (06-12-1975)   | 9:55     |  |
| 17. | «Won't Get Fooled Again»                                                            | Shepperton Film Studios, Londres (25-05-1978)        | 9:58     |  |

## Personal
- Roger Daltrey: voz, armónica y pandereta
- Pete Townshend: voz y guitarra
- John Entwistle: voz y bajo
- Keith Moon: batería y percusión

## Posición en listas
| País           | Lista                    | Posición |
| -------------- | ------------------------ | -------- |
| Estados Unidos | Billboard 200            | 8        |
| Nueva Zelanda  | New Zealand Music Charts | 30       |
| Reino Unido    | UK Albums Chart          | 26       |

## Certificaciones
| Fecha                | País           | Organismo certificador | Certificación | Ventas certificadas |
| -------------------- | -------------- | ---------------------- | ------------- | ------------------- |
| 5 de octubre de 1979 | Estados Unidos | RIAA                   | Platino       | 1 000 000           |
| 1 de agosto de 1979  | Canadá         | CRIA                   | Oro           | 40 000              |